# Propinqüitat
En psicologia social, la propinqüitat (del llatí : proximitat) és un dels principals factors que condueix a l'atracció interpersonal.
Fa referència a la proximitat física i psicològica entre la gent. La propinqüitat pot ser una proximitat física, un lligam de parentat o una similitud natural entre coses. Dues persones que s'estan al mateix nivell d'un edifici, per exemple, tenen una propinqüitat superior que aquelles que viuen a dos nivells diferents, de la mateixa manera que persones amb posicions polítiques similars tenen una propinqüitat més important que aquells les posicions polítiques dels quals difereixin fortament. La propinqüitat és igualment un dels factors, segons Jeremy Bentham, utilitzat per a mesurar la quantitat de plaer (utilitarista) en un mètode anomenat Felicific calculus.